# Sjjelkuntjik
Sjjelkuntjik (russisk: Щелкунчик) er en sovjetisk animationsfilm fra 1973 af Boris Stepantsev.